# NGC 265
NGC 265 је расејано звездано јато у сазвежђу Тукан које се налази на NGC листи објеката дубоког неба.
Деклинација објекта је - 73° 28' 38" а ректасцензија 0h 47m 11,1s. Привидна величина (магнитуда) објекта NGC 265 износи 12,2. NGC 265 је још познат и под ознакама ESO 29-SC14.